# 西川喜代治
西川 喜代治（にしかわ きよじ、1948年〈昭和23年〉8月9日 - ）は、日本の政治家、元滋賀県高島市長（1期）。旭日双光章受章。

## 来歴
滋賀県出身。滋賀県立高島高等学校卒。今津町役場に入り、総務課長となる。今津町は合併で高島市となり、高島市役所勤務となる。同市健康福祉部長を経て、2009年の高島市長選挙に立候補し、現職を破り当選。高島市長を1期務め、2013年の高島市長選挙で福井正明に敗れた。2018年秋の叙勲で旭日双光章を受章。